# Den hvide slavehandel
Den hvide slavehandel (traduzione letterale "La tratta delle schiave bianche") è un film danese del 1910 diretto da August Blom.

## Trama
La giovane Anna risponde ad un annuncio di lavoro apparso su un quotidiano, accettando, per una buona paga, la mansione, da svolgersi all’estero, di dama di compagnia.
Si ritrova tuttavia, dopo la sua partenza, ad essere tenuta reclusa in una camera d’albergo, in una località a lei ignota, e senza la possibilità di comunicare con l’esterno. Lì deve far fronte alle pressioni dei clienti, di natura assai diversa da quella pubblicizzata nell’annuncio.
Con l’aiuto della ragazza delle pulizie dell’albergo riesce tuttavia a far pervenire ai suoi genitori una lettera, nella quale chiede aiuto, allegando come unico indizio riguardo alla sua locazione, il fatto che dalla finestra della camera vede un’alta torre con un orologio.
I genitori si rivolgono ad una apposita associazione che contrasta la tratta delle schiave bianche, la quale tuttavia non fa molto per occuparsi del caso.
Allora il fidanzato di Anna decide di intervenire in prima persona, e si reca a Londra. Si affida in primo luogo ad un investigatore privato: essi rintracciano Anna, ma il tentativo di liberazione fallisce.
Solo dopo essersi rivolto alla polizia, il fidanzato, sempre col fondamentale aiuto della ragazza delle pulizie, riesce a far liberare Anna e a far catturare i mercanti di schiavi.